# 343134 Bizet
343134 Bizet este o planetă minoră (asteroid) din centura de asteroizi. A fost descoperită pe 19 martie 2009 la Saint-Sulpice de Bernard Christophe⁠(d) și a fost numită după Georges Bizet. 
Obiectul prezintă o orbită caracterizată de o semiaxă mare de 3,1408906870136 UAi, o excentricitate de 0,1906661524072, o înclinație de 7,2104492484886 ° în raport cu ecliptica.